# Oxera neriifolia
Oxera neriifolia là một loài thực vật có hoa trong họ Hoa môi. Loài này được (Montrouz.) Beauvis. mô tả khoa học đầu tiên năm 1901.